# Tiberguent
Tiberguent, appelée aussi Skouma est une commune de la wilaya de Mila en Algérie.

## Géographie

### Localisation
La commune de Tiberguent est localisée au centre de la wilaya de Mila à 4 km de Rouached et 25 km à l'ouest de Mila par la RN79.
|                   | Rouached   | Oued Endja    |
| Yahia Beni Guecha | Tiberguent | Ahmed Rachedi |
| Bouhatem          | Bouhatem   | Ahmed Rachedi |

### Relief, géologie, hydrographie
La commune de Tiberguent se trouve sur des terres fertiles dans une vallée de l'Oued Melah qui la borde au nord.

### Transports
Bien que la RN79 la traverse d'Est en Ouest dans sa partie nord, il faut emprunter un réseau secondaire pour atteindre le village de Tiberguent.

### Villages, hameaux et lieux-dits
L'agglomération chef-lieu est le village de Tiberguent. Il y a une agglomération secondaire appelée Draa Ben Khalfa.
Hameaux : Mechtat Tiberguent, Djenane Rmila, Mechtat Ouannouche, Mechtat Timerdjine, Mechtat Boumaaraf, Mechtat Hammam Dar Cheikh.

## Histoire
Le centre de colonisation de Tiberguent a été créé le 5 février 1881 dans la commune mixte de Fedj M'Zala. Le village accueillait la justice de paix de Fedj M'Zala ainsi qu'un relais télégraphique.
Le village sera ensuite intégré à la commune de Lucet, en 1963 la commune est intégrée à celle de Ferdjioua. La commune de Tiberguent sera créée en 1984.

## Démographie
| 1884 | 1892 | 1897 | 1902 | 1928 | 1987  | 1998  | 2008  |
| ---- | ---- | ---- | ---- | ---- | ----- | ----- | ----- |
| 5    | 180  | 159  | 119  | 87   | 6 323 | 8 286 | 9 282 |

Populuation des différentes agglomérations en 1998 : Tiberguent, 5139 hab. ; Draa Ben Khalfa, 1155 hab.
Populations des différentes agglomérations en 2008 : Tiberguent, 6071 hab.